# MVP Coppa Italia Legadue FIP
L'MVP Coppa Italia Legadue FIP è stato il premio conferito dalla Legadue al miglior giocatore della Coppa Italia di categoria.

## Vincitori
| Stagione  | Giocatore       | Squadra                              |
| --------- | --------------- | ------------------------------------ |
| 2004-2005 | Rolando Howell  | Orlandina                            |
| 2005-2006 | B.J. McKie      | A. Costa Imola                       |
| 2006-2007 | Marcus Melvin   | Nuova A.M.G. Sebastiani Basket Rieti |
| 2007-2008 | Harold Jamison  | B.C. Ferrara                         |
| 2008-2009 | Kyle Hines      | Veroli Basket                        |
| 2009-2010 | Jason Rowe      | Dinamo Sassari                       |
| 2010-2011 | Jarrius Jackson | Veroli Basket                        |
| 2011-2012 | Jimmie Hunter   | N.B. Brindisi                        |
| 2012-2013 | Davide Pascolo  | Aquila Trento                        |